# Far Away (chanson de Yui Sakakibara)
Pour les articles homonymes, voir Far Away.
 (février 2012).
Si vous disposez d'ouvrages ou d'articles de référence ou si vous connaissez des sites web de qualité traitant du thème abordé ici, merci de compléter l'article en donnant les références utiles à sa vérifiabilité et en les liant à la section « Notes et références ».
Singles de Yui Sakakibara
Magical★Generation
(2006) Soshite Boku wa... / Rise
(2007)
Far Away est le 7e single de Yui Sakakibara sorti sous le label LOVE×TRAX Office le 6 avril 2007 au Japon. Il arrive 121e à l'Oricon, il reste classé 1 semaine pour un total de 662 exemplaires vendus.
Far Away a été utilisé comme thème d'ouverture pour le jeu vidéo Figurehead et Ai no Uta comme thème fermeture.

## Liste des titres
Toutes les chansons sont écrites et composées par Yui Sakakibara.
| No | Titre                                 | Durée |
| -- | ------------------------------------- | ----- |
| 1. | Far Away                              | 4:32  |
| 2. | Ai no Uta (アイノウタ)                | 5:29  |
| 3. | Far Away (Instrumental)               | 4:30  |
| 4. | Ai no Uta (Instrumental) (アイノウタ) | 5:24  |